# Cossiom
Cossiom (COmité chargé des Services et Systèmes d'Informations destinés aux Opérateurs de Marchés) est une association ayant pour objectif une veille technique et fonctionnelle dans le domaine Front Office et notamment dans les domaines des données de marché (Market Data en Anglais) et de l'information financière.
Cossiom est une association ouverte aux établissements financiers: Banques, Institutions Financières, Sociétés de Bourse, Sociétés de Gestion...
L'ensemble des membres Cossiom représente plus de 70 % des dépenses de données de marché en France
Cossiom est basé à Paris.

## Domaines d'intervention de Cossiom

### Domaines fonctionnels
On entend par données de marché l'ensemble des services listés ci-dessous :
- cours de bourse : notamment en temps réel provenant des bourses et des marchés de gré à gré ;
- nouvelles : dépêches en temps réel affectant les marchés financiers provenant directement des grandes agences de presse telles que Agence France-Presse, Bloomberg L.P., Dow Jones Newswires et Reuters ;
- séries historiques : historiques de prix, d'indicateurs ou données fondamentales ;
- analyses : Outils graphiques, analyse technique ou modèles financiers permettant d'évaluer la valeur d'un actif financier ;
- contribution : diffusion de prix en temps réel entre des institutions financières ;
- notation financière : notamment les notations sur le risque de crédit des émetteurs de dette provenant par exemple de Fitch Ratings, Moody's et Standard & Poor's;
- données fondamentales et consensus : compte de résultat, bilan et estimation sur les entreprises cotées ;
- données de référence sur les instruments financiers : les données descriptives des instruments financiers, les codes d'identification des instruments financiers (ISIN, Cusip, Sedol…) les indices boursiers ;
- analyse financière : note de recherche sur une valeur ou un secteur provenant notamment des équipes d'analystes de courtiers et distribuées à ses clients.

### Domaines techniques
Cossiom couvre les domaines techniques ci-dessous :
- plateformes d'intégration : Intégration de plusieurs sources de données dans un seul système de distribution ;
- plateformes de trading : Envoi d'ordres vers des marchés électroniques ;
- systèmes de routage et gestion des ordres : Gestion des ordres, réception et envoi vers des contreparties ;
- outils d'aide à la décision.

## Fonctionnement de Cossiom

### Réunion des membres
Les établissements membres (banques, institutions financières, sociétés de bourse, sociétés de gestion) représentés par des responsables informatiques, des responsables support, des responsables logistique, des acheteurs et des spécialistes se réunissent périodiquement pour échanger des informations, confronter leurs expériences et rencontrer des fournisseurs.

### Rencontres avec les fournisseurs
Les échanges avec les fournisseurs sont particulièrement développés par Cossiom afin que ceux-ci puissent exposer leur stratégie, leurs produits et leur compréhension des tendances de l'industrie.

### La soirée caritative de Cossiom
La soirée caritative de Cossiom réunit chaque année plus de 500 personnes afin de collecter des fonds pour des associations humanitaires. Cette soirée est aussi l'occasion de réunir l'ensemble des membres de Cossiom ainsi que les représentants des fournisseurs d'informations financières. C'est la seule réunion de l'ensemble de la communauté de l'industrie des données financières de Paris.

### Liens Internationaux
Cossiom est membre de l'IPUG (Information Providers User Group) via sa branche européenne EIPUG (European IPUG).
Plusieurs fois par an, des réunions sont organisées avec des représentants de groupes d'utilisateurs venant notamment d'Angleterre, de Suisse et d'Allemagne pour partager leurs réflexions sur les problématiques de l'industrie.

## Les Cossiom Market Data Surveys
Cossiom organise régulièrement des sondages sur les sujets importants de l'industrie afin de mieux comprendre les points de vue des acheteurs, des managers, des experts ou des utilisateurs de Market Data. Ces sondages fournissent une vision synthétique à forte valeur ajouté des opinions des principaux Market Data managers et experts de l'Industrie à travers toute l'Europe.
Les Cossiom Market Data Surveys ont pour objectif d'améliorer la transparence et la compréhension des problématiques clefs des Market Data pour le bénéfice de tous les participants de l'Industrie.
Exemples de sondages déjà disponibles:
- Mai 2012 : Cossiom Survey sur les indices
- Mars 2011 : Cossiom Survey sur les agences de notation
- Octobre 2010 : Cossiom Survey sur les redevances boursières temps réel
- Mars 2010 : Cossiom Survey sur les Terminaux d'information financière